# Villi lapsi
Villi lapsi – album studyjny fińskiej piosenkarki Ellinoory, wydany 16 września 2016 roku przez Warner Music Finland.

## Lista utworów
Źródło: AllMusic
| Nr  | Tytuł                                      | Długość |
| --- | ------------------------------------------ | ------- |
| 1.  | „Kahleet”                                  | 3:50    |
| 2.  | „Leijonakuningas”                          | 3:36    |
| 3.  | „Elefantin paino”                          | 4:35    |
| 4.  | „Rakkauden kesä” [Extended Version]        | 3:49    |
| 5.  | „Tytöille”                                 | 4:03    |
| 6.  | „ Minä elän”                               | 4:04    |
| 7.  | „Ei Hävittävää” [AEIOUAO]                  | 3:21    |
| 8.  | „Carrie”                                   | 3:11    |
| 9.  | „Pidän sinusta juuri sellaisena kuin olet” | 4:16    |
| 10. | „Yölaulu”                                  | 4:25    |

## Pozycje na listach
| Państwo   | Lista (2016–2017) | Najwyższa pozycja |
| --------- | ----------------- | ----------------- |
| Finlandia | Top 50 Albums     | 2                 |